# 皮洛岩
皮洛岩（英語：Pillow Rock），是南極洲的岩石，位於南喬治亞群島，處於達恩利角以西6公里，由英國的研究隊所命名，該岩石由英國海外領土管轄。